# تورنیو
تورنیو یکی از شهرهای فنلاند است.